# Epipogium
Epipogium là một chi lan gồm 3 loài.

## Các loài
- Epipogium aphyllum Swartz 1814
- Epipogium dentilabellum Ohtani & S.Suzuki
- Epipogium gmelinii Rich.
- Epipogium guilfoylei Benth.
- Epipogium indicum H.J.Chowdhery, G.D.Pal & G.S.Giri
- Epipogium japonicum Makino
- Epipogium nutans Rchb.f.
- Epipogium poneranthum Fukuy.
- Epipogium roseum (D.Don) Lindl. (1857)
- Epipogium sessanum S.N.Hegde & A.N.Rao
- Epipogium sinicum Tso
- Epipogium tuberosum Duthie

## Hình ảnh

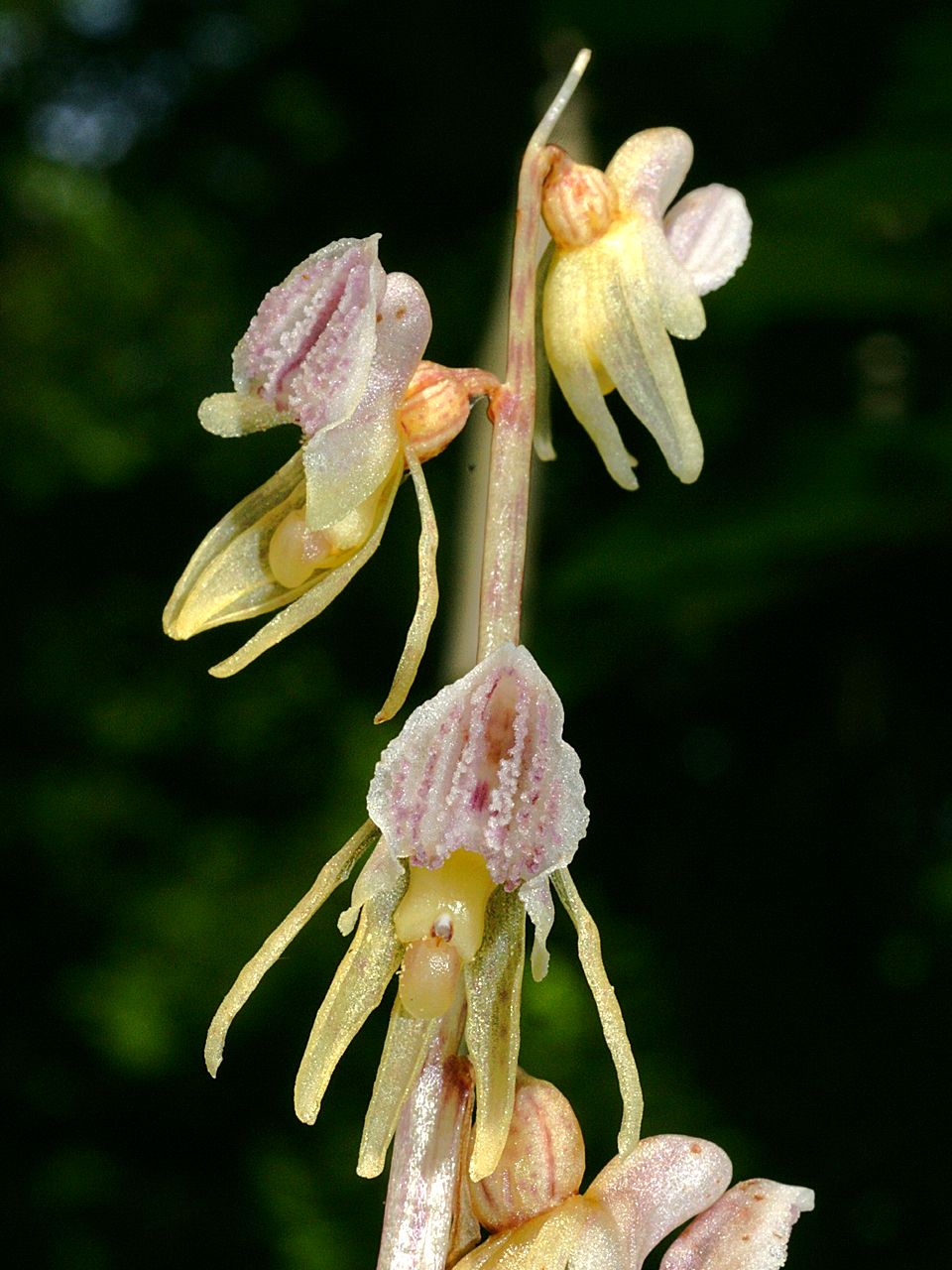
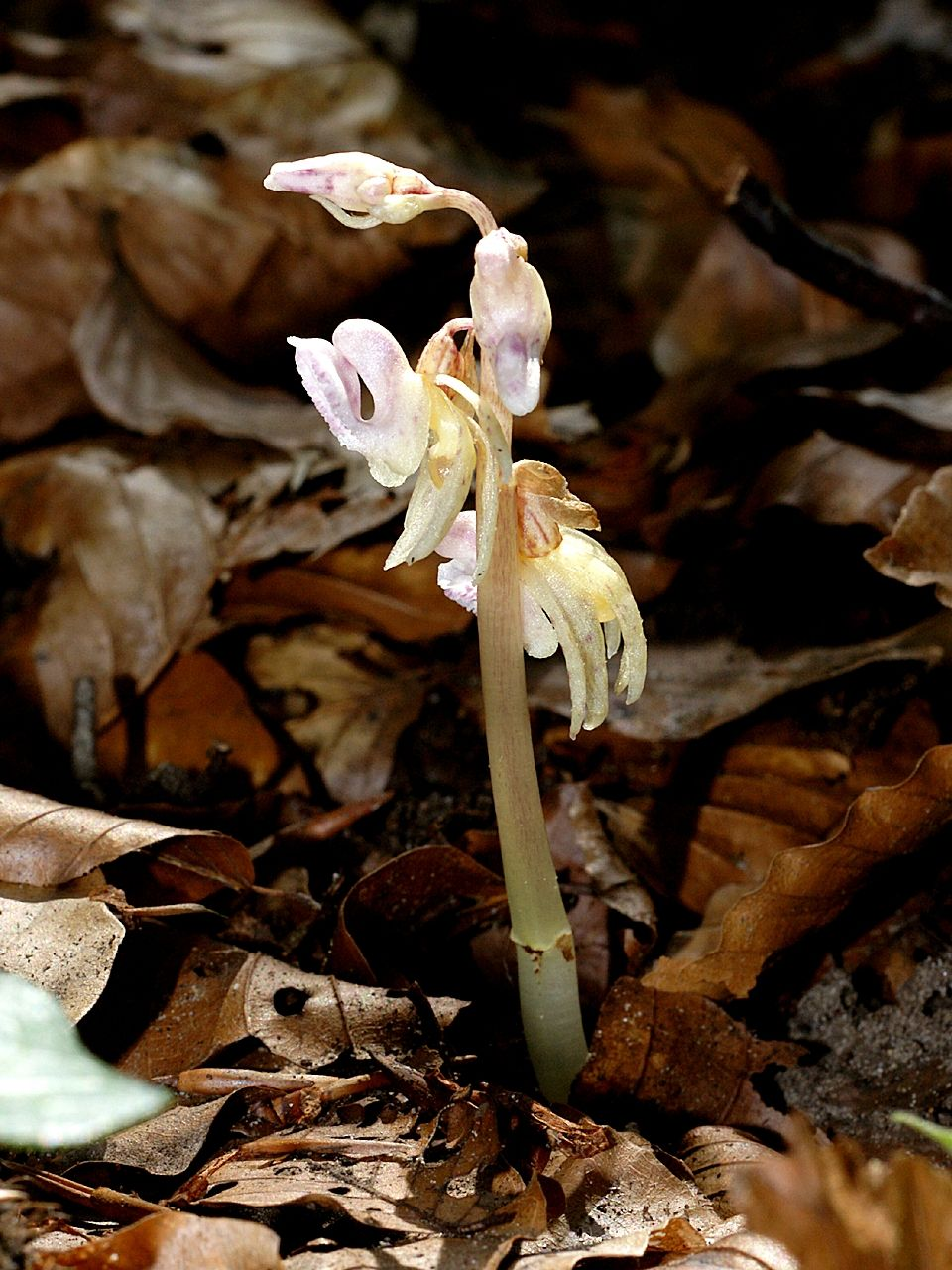